# From the Sounds Inside
From the Sounds Inside – trzeci solowy album Johna Frusciante. Gitarzysta Red Hot Chili Peppers postanowił opublikować go jako darmowy album, który można ściągnąć z jego oficjalnej strony internetowej. Prace nad albumem zakończyły się w 2001 roku. Wśród 21 utworów da się zauważyć wiele eksperymentów z efektami komputerowymi i modyfikacją brzmienia gitary jak i śpiewu. Album powstawał podczas nagrywania To Record Only Water for Ten Days.

## Lista utworów
1. "So Would Have I" - 2:09
2. "Three Thoughts" - 3:25
3. "I Go Through These Walls" - 1:54
4. "Murmur" - 1:59
5. "Saturation" - 3:04
6. "Interstate Sex" - 4:38
7. "Dying (I Don't Mind)" - 2:12
8. "The Battle Of Time" - 2:24
9. "With Love" - 1:50
10. "I Will Always Be Beat Down" - 2:04
11. "Fallout" - 2:12
12. "Penetrate Time" - 2:42
13. "Slow Down" - 3:03
14. "Nature Falls" - 1:57
15. "Beginning Again" - 2:09
16. "Leave All The Days Behind" ("Cut Myself Out") - 1:56
17. "Place To Drive" - 1:34
18. "How High" - 1:04
19. "Fallout (alternative version)" - 2:12
20. "Leaving You" - 1:05
21. "Sailling Outdoors" - 1:31